# Măgura Târgu Ocna
Măgura Târgu Ocna este o arie protejată (arie specială de conservare — SAC, sit de importanță comunitară — SCI) din România, desemnată în scopul protejării biodiversității și menținerii într-o stare de conservare favorabilă a florei spontane și faunei sălbatice, precum și a habitatelor naturale de interes comunitar aflate în arealul zonei de protecție. Aceasta se întinde pe o suprafață de 847,9 ha, integral pe uscat.

## Localizare
Centrul sitului Măgura Târgu Ocna este situat la coordonatele 46°16′05″N 26°34′18″E / 46.26795°N 26.571694°E. Acesta se întinde  pe teritoriile administrative ale orașelor Slănic-Moldova și Târgu Ocna din județul Bacău.

## Înființare
Situl Măgura Târgu Ocna a fost declarat sit de importanță comunitară (ROCIC0318) în septembrie 2011 pentru a proteja 4 specii de animale. Situl a fost protejat și ca arie specială de conservare (ROSAC0318) în mai 2022.

## Biodiversitate
Situată în ecoregiunea alpină, aria protejată conține 6 habitate naturale: Păduri de fag Luzulo-Fagetum, Păduri de stejar și carpen Galio-Carpinetum, Păduri aluvionare cu Alnus glutinosa și Fraxinus excelsior (Alno-Padion, Alnion incanae, Salicion albae), Păduri de fag dacice (Symphyto-Fagion), Pajiști uscate seminaturale și facies de acoperire cu tufișuri pe substraturi calcaroase (Festuco-Brometalia) (* situri importante pentru orhidee), Liziere de ierburi înalte hidrofile de câmpie și de nivel montan până la alpin.
La baza desemnării sitului se află mai multe specii protejate:
- amfibieni (3): izvoraș-cu-burta-galbenă (Bombina variegata), triton cu creastă (Triturus cristatus), salamandra carpatică Triturus montandoni
- mamifere (1): urs brun (Ursus arctos)

Pe teritoriul sitului au mai fost identificate și alte specii protejate la nivel europrean, astfel: o plantă din specia crucea voinicului (Hepatica transsilvanica - Fuss.); 4 specii de amfibieni: brotăcel (Hyla arborea), broasca mică de lac (Pelophylax esculentus), broasca roșie de pădure (Rana dalmatina) și broasca roșie de munte (Rana temporaria); 8 specii de mamifere: mistreț (Sus scrofa), vulpe roșie (Vulpes vulpes), căprioară (Capreolus capreolus), cerb carpatin (Cervus elaphus), pisica sălbatică europeană (Felis silvestris), iepure de câmp (Lepus europaeus), jder de piatră (Martes foina), bursuc (Meles meles) și 4 specii de reptile: șopârla de câmp (Lacerta agilis), gușter (Lacerta viridis), șarpe de casă (Natrix natrix) și șarpele lui Esculap (Zamenis longissimus).